# Soca Me Nice
Soca Me Nice è un album di Mongo Santamaría, pubblicato dalla Concord Jazz Picante Records nel 1988.

## Tracce
Lato A
1. Soca Me Nice – 5:14 (William Allen)
2. Day Tripper – 5:24 (John Lennon, Paul McCartney)
3. Kathy's Waltz – 7:40 (Bob Quaranta)
4. Tropical Breeze – 4:03 (Ray Martinez)

Lato B
1. Cu-Bop Alert – 5:10 (Ray Vega)
2. Quiet Fire – 4:57 (William Allen)
3. Cookie – 5:34 (Ray Vega)
4. Con mi ritmo – 6:32 (Ray Martinez)

## Musicisti
- Mongo Santamaría - congas
- Mitch Frohman - sassofono tenore, flauto
- Bobby Porcelli - sassofono alto, sassofono baritono, flauto
- Ray Vega - tromba, flugelhorn
- Bob Quaranta - pianoforte
- Ray Martinez - basso
- Johnny Almendra Andreu - batteria, timbales
- Humberto "Nengue" Hernandez - bongos, batá, timbales, güiro, cowbell
- Humberto Nengue Hernandez - voce
- Angelo-Mark Pagen - accompagnamento vocale
- Marty Sheller - conduttore musicale